# Sisymbrium heteromallum
Sisymbrium heteromallum är en korsblommig växtart som beskrevs av Carl Anton von Meyer. Sisymbrium heteromallum ingår i släktet gatsenaper, och familjen korsblommiga växter. Inga underarter finns listade i Catalogue of Life.